# Trichoncus helveticus
Trichoncus helveticus är en spindelart som beskrevs av Denis 1965. Trichoncus helveticus ingår i släktet Trichoncus och familjen täckvävarspindlar. Inga underarter finns listade i Catalogue of Life.